# Soldatenkind
Soldatenkinder (franz. enfants de troupe) waren Söhne von verheirateten Personen des Soldatenstandes (sowie des Offizierskorps bis zum Hauptmann sowie verstorbener Stabsoffiziere) in Frankreich, denen eine gewisse Erziehungsbeihilfe gewährt wurde, um sie möglichst wieder der militärischen Laufbahn zuzuführen. Anfang des 20. Jahrhunderts waren dafür noch 5.000 Stellen etatmäßig vorhanden, die fest auf die einzelnen Waffengattungen verteilt waren.
Soldatenkinder blieben bis zum 13. Lebensjahr bei ihren Angehörigen, denen jährliche Geldvergütungen gezahlt wurden. Anschließend konnten diese Soldatenkinder in einer der sechs militärischen Vorbereitungsschulen (Écoles militaires préparatoires) eintreten, die in Rambouillet, Montreuil-sur-Mer, St. Hippolyte du Fort und Les Andelys (für die Infanterie), in Autun (für die Kavallerie und Gendarmerie) und in Billom (für die Artillerie, die Ingenieure, das Transportwesen und die Marinetruppen) bestanden.
Die Schulabgänger traten unmittelbar in die Truppe über, und zwar mit einer Verpflichtung auf zunächst fünf Jahre Dienstzeit, andernfalls mussten die Angehörigen die Hälfte der Kosten der Schulerziehung herauszahlen.
Im Mittelalter bis zur frühen Neuzeit waren Soldatenkinder Kinder eines Soldaten ohne eigenen Wohnort, die meistens in einer Garnison geboren worden waren. Bei Soldatenkindern wurde als „Geburtsort“ der Name des Regimentes angegeben, in dem der Vater diente.

Soldatenkinder hatten meistens keine Alternative, als selbst Soldat zu werden. War jedoch der Vater ein angesehener Mann, dann hatten Soldatenkinder recht gute Aufstiegschancen in der Armee.